# Otero
Otero es un municipio y localidad española de la provincia de Toledo, en la comunidad autónoma de Castilla-La Mancha. El término municipal tiene una población de 431 habitantes (INE 2024).

## Toponimia
El término Otero deriva del latín altārĭum, 'cerro aislado que domina un llano', que a su vez deriva del adjetivo altus, por adición del sufijo -ārĭum. El término latín altārĭum, también significa 'altar', lugar elevado donde se daba culto a los dioses. Sin embargo, Álvarez Maurín, piensa que otero es un término de origen romance a partir de la raíz oto, 'elevado', y el sufijo -ero, y que no estaría relacionado con el término latín altārĭum.

## Geografía

Principales arroyos del municipio

El municipio se encuentra situado «en una ladera a la marg. de un arroyo» denominado de la Vega. Pertenece a la Comarca de Torrijos y linda con los términos municipales de El Casar de Escalona y Hormigos al norte, Santa Olalla al este, Domingo Pérez al este y sur, Illán de Vacas al suroeste y Los Cerralbos al oeste.
Hacia la mitad del término municipal, de este a oeste y atravesando las urbanizaciones La Encinilla, Villaroeles y Villa del Pino, discurre el arroyo de Marigarcía, afluente del Alberche.

## Historia
Aparece citado como una de las nueve aldeas que Alvar Pérez de Guzmán y Orozco, señor de Orgaz y alguacil mayor de Sevilla, dona en 1399. En 1449 aparece como «Coca con el Otero» en un libro de rentas de Toledo. El término Coca se puso debido a la escasez de agua, según aparece en un documento del siglo XVIII.
Perteneció al señorío de Orgaz y dependió administrativamente de Santa Olalla, hasta que en 1669, se le concedió el título de villa y adquirió su independencia administrativa. Tuvo agregado el despoblado de Techada.
En el siglo XIX fue notable por «haber tenido 42 nacionales de infantería armados y uniformados». A mediados de ese siglo tenía 40 casas y el presupuesto municipal ascendía a 6248 reales de los cuales 1.200 eran para pagar al secretario.

## Demografía
Cuenta con una población de 431 habitantes (INE 2024).
| Gráfica de evolución demográfica de Otero entre 1842 y 2021 |
| |
| Población de derecho según los censos de población del INE Población de hecho según los censos de población del INEEn este censo se denominaba Otero y Fechada con Alanchete y Valverde: 1860 Entre el censo de 1857 y el anterior, crece el término del municipio porque incorpora a 455000 (Alanchete y Valverde) |

## Economía
Históricamente ha sido una población fundamentalmente agrícola. Durante el siglo XIX se producían «trigo, cebada, centeno, algarrobas, garbanzos, habas, vino y aceite», manteniéndose así mismo ganado lanar, boyal y mular.
En la actualidad el sector predominante es el de servicios con un 52,0 % del total de empresas que operan en el municipio, seguido por los de la industria y la agricultura con un 20,0 % cada uno y finalmente la construcción con un 8 %.

## Administración
| Periodo   | Nombre                         | Partido   |
| --------- | ------------------------------ | --------- |

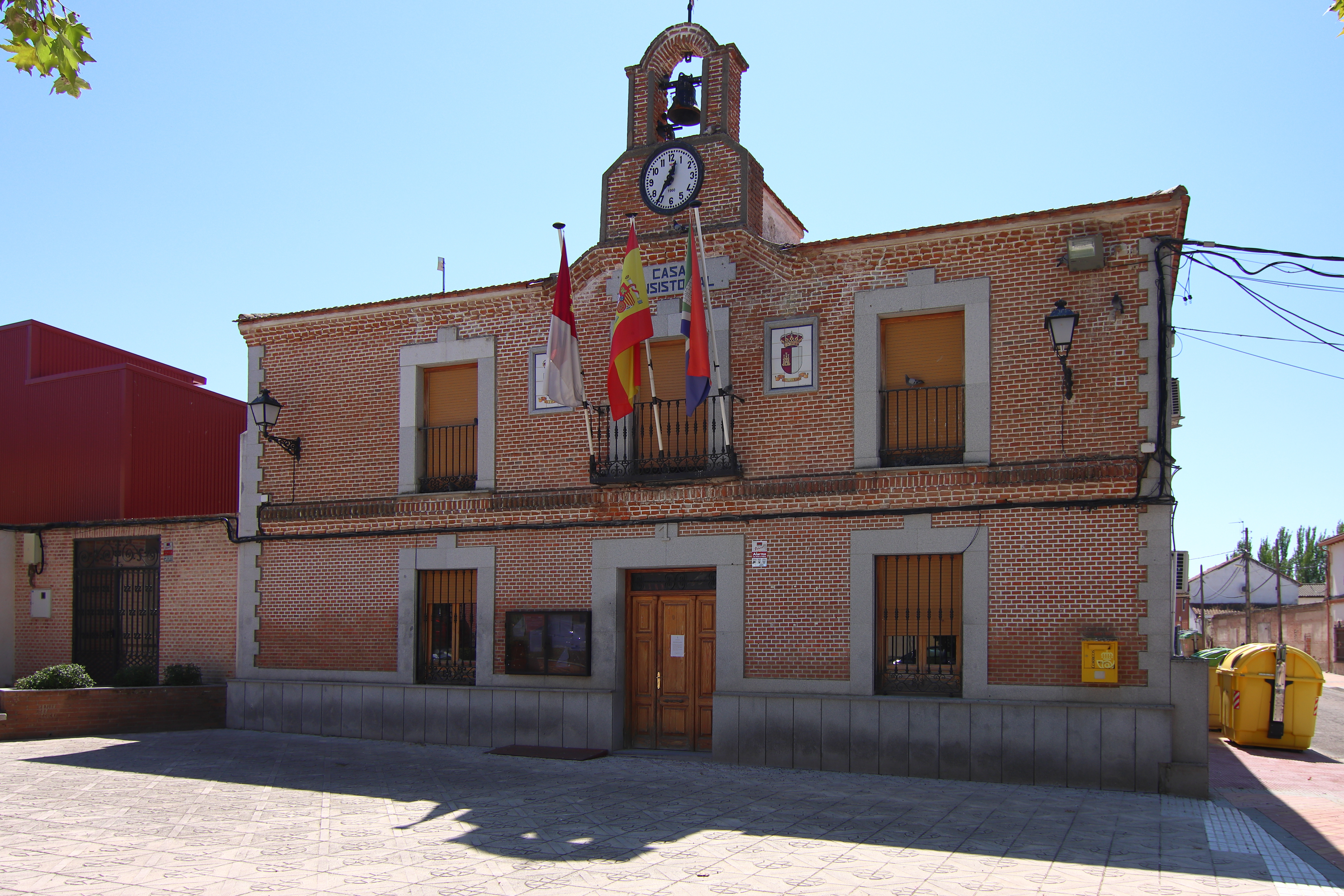
Casa consistorial

| 1979-1983 | José Ramón del Castillo Hausch | UCD       |
| 1983-1987 | Alejandro Bautista López       | AP/PDP/UL |
| 1987-1991 | Alejandro Bautista López       | PP        |
| 1991-1995 | Alejandro Bautista López       | PP        |
| 1995-1999 | Alejandro Bautista López       | PP        |
| 1999-2003 | Juan Lorenzo Moreno Labrado    | PP        |
| 2003-2007 | Juan Lorenzo Moreno Labrado    | PP        |
| 2007-2011 | Juan Lorenzo Moreno Labrado    | PP        |
| 2011-2015 | Juan Lorenzo Moreno Labrado    | PP        |
| 2015-2019 | Juan Lorenzo Moreno Labrado    | PP        |
| 2019-2023 | Fernando Chouciño Rivera       | PSOE      |
| 2023-act. | Ana Isabel Labrado Rico        | PP        |

El gobierno municipal se articula a través de un ayuntamiento formado por 7 concejales. Tras las elecciones locales de 2019, la corporación quedó compuesta por 4 concejales del PSOE y por 3 del PP.

## Patrimonio

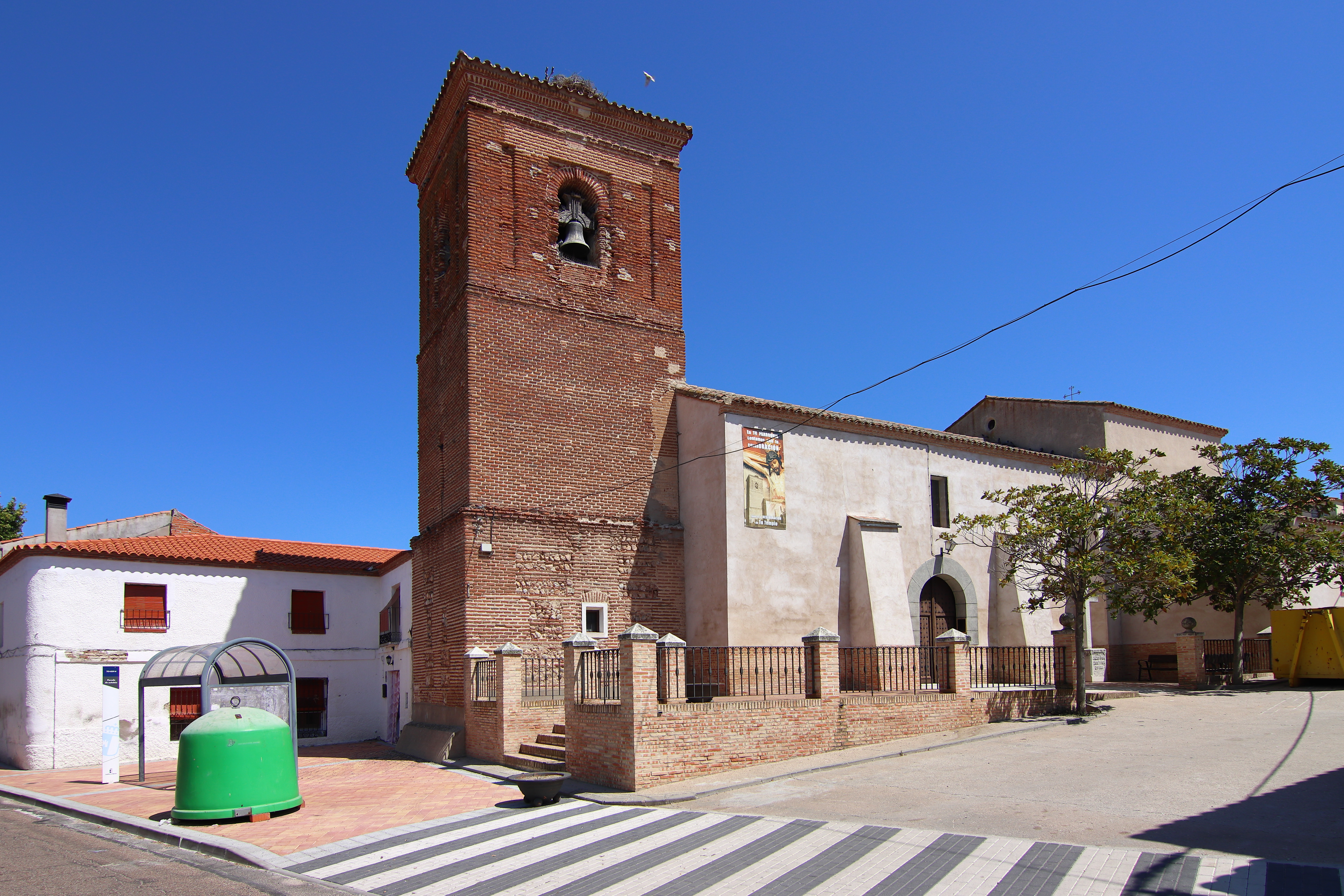
Iglesia de la Purísima Concepción

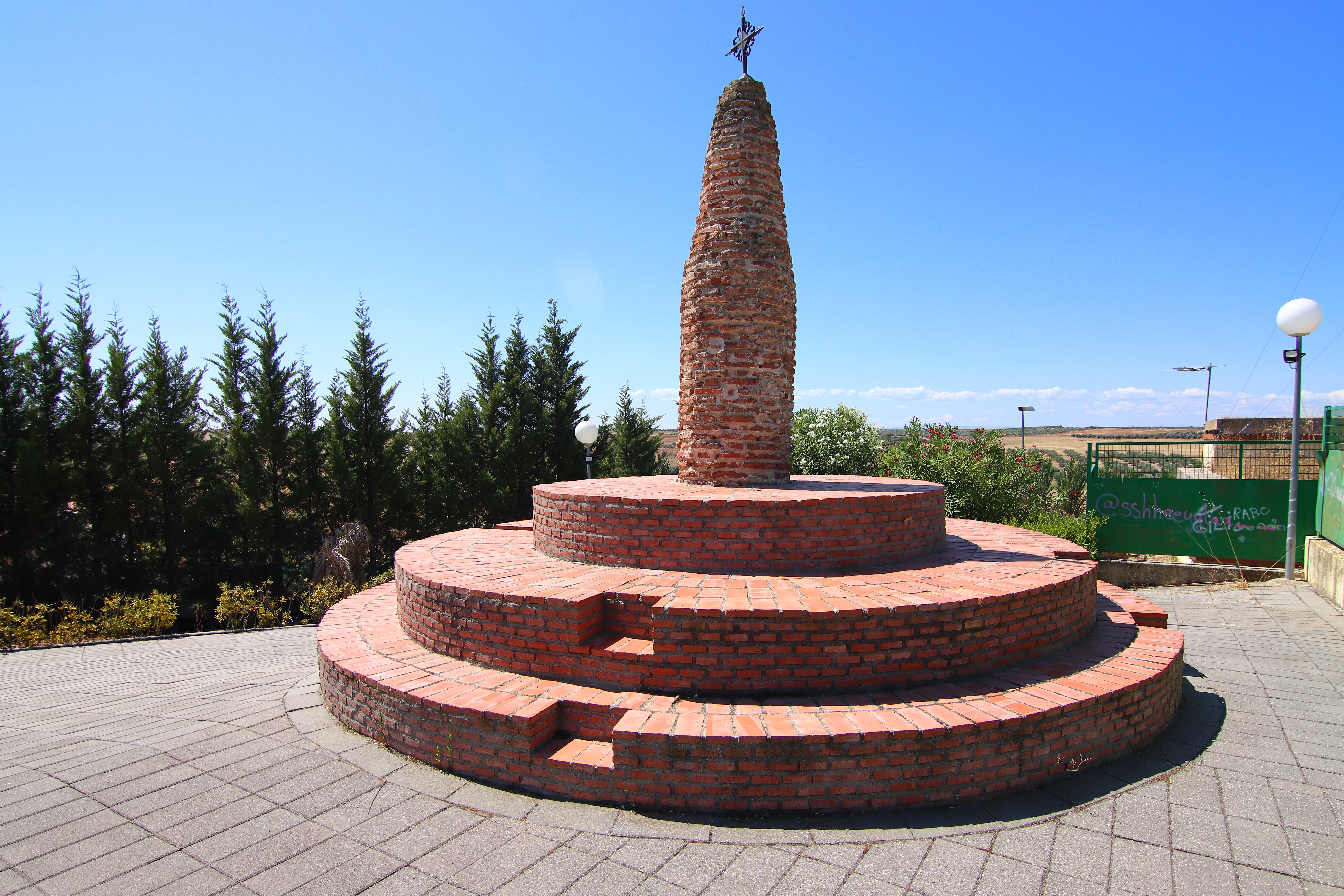
Rollo

- Iglesia parroquial de la Purísima Concepción.
- Rollo de Justicia: forma piramidal y planta circular, construido en ladrillo revocado sobre base de piedra. Posee una pequeña urna en la que parece ser que hubo una imagen.

## Fiestas
- Segunda quincena de agosto: fiesta del emigrante, ahora no celebrada.
- Del 12 al 14 de septiembre: fiesta mayor en honor al Cristo de la Misericordia.